# Refloración

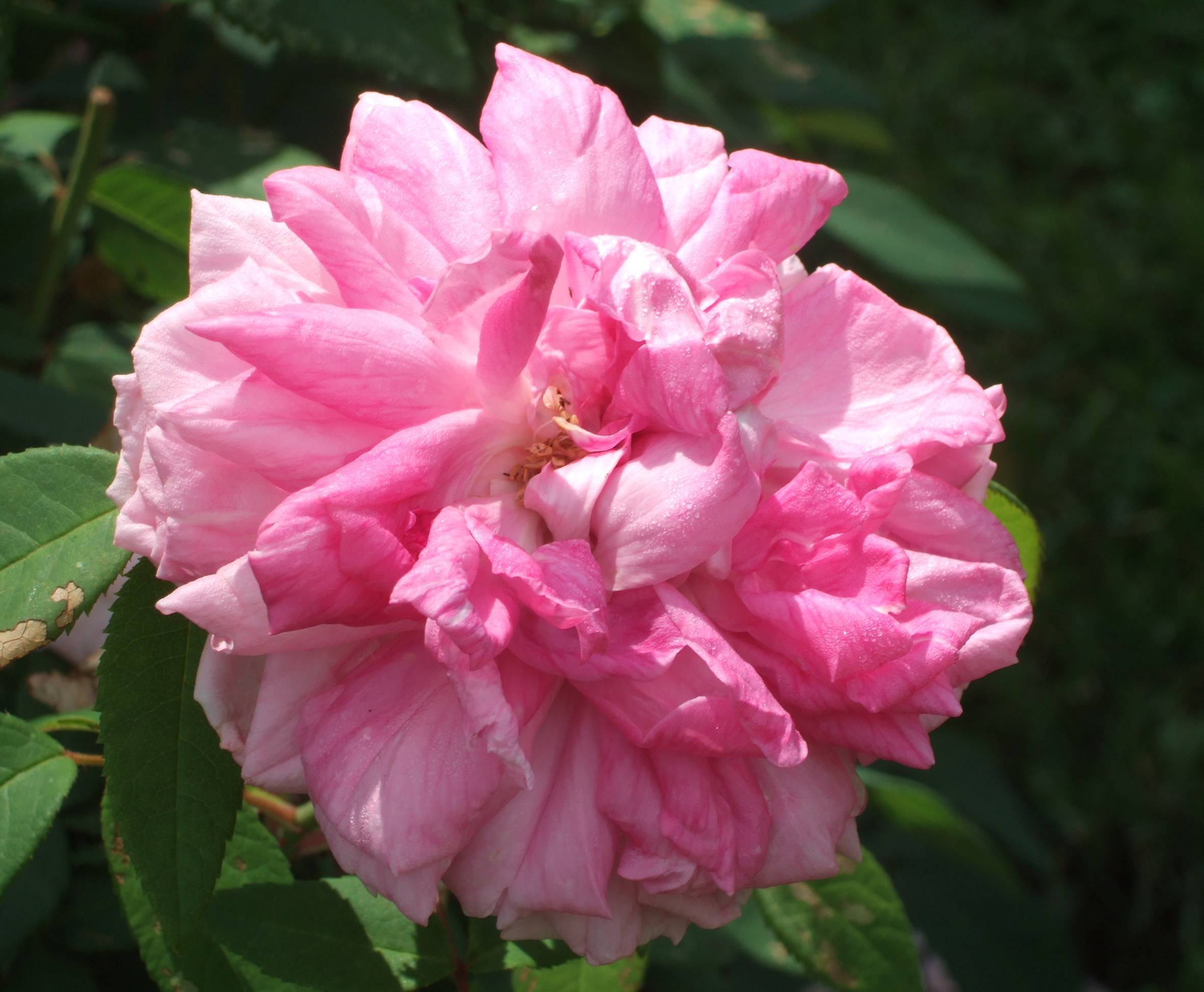
Rosa 'Enfant de France'

Refloración o remontancia es la capacidad de una planta para florecer más de una vez durante el curso de una temporada o año de cultivo. El término se originó en el siglo XIX a partir del verbo francés remonter o "subir de nuevo".
Pocas especies de rosas silvestres poseen remontancia, siendo notables excepciones Rosa chinensis, Rosa rugosa y Rosa fedtschenkoana.
Como la remontancia se considera una característica  hortícola deseable, se selecciona preferentemente para hibridar las rosas. Las rosas remontantes descienden de Rosa chinensis se han cultivado en China desde hace al menos mil años, pero las primeras rosas de jardín en Europa en poseer remontancia fueron las "rosas damascenas" o "rosas de Damasco", que aparecieron por primera vez en el siglo XVII, con la introducción del cultivar "Quatre Saisons". Recientes investigaciones sobre su ADN han demostrado que estas rosas de Damasco son el resultado de los cruces que involucran Rosa gallica, Rosa moschata y la especie "remontante" del Asia Central Rosa fedtschenkoana. Cuando las formas de Rosa chinensis se introdujeron en Europa en el siglo XVIII, después de la hibridación entre estas y las rosas europeas finalmente llevó a la gran variedad de híbridos de jardín remontantes que están disponibles hoy en día.